# Sydney University Handball Club
Der Sydney University Handball Club ist ein Handballclub aus Sydney in Australien. Der an der Universität Sydney angesiedelte Club bietet Handball für Frauen und für Männer an.

## Erfolge
Der im Jahr 1995 gegründete Club ist sowohl bei den Frauen als auch bei den Männer erfolgreich.

### Frauen
- Sieger der New South Wales Handball League 2004, 2005, 2007, 2009, 2010, 2011, 2013, 2014, 2015, 2016

### Männer
- Teilnahme an IHF Super Globe bzw. IHF Men’s Club World Championship 2012, 2013, 2014, 2015, 2016, 2017, 2018, 2019, 2021, 2022, 2025
- Sieger 2011, 2013, 2014, 2015, 2016, 2017, 2018 und 2019 beim Oceania Handball Champions Cup
- Sieger bei den Australian Handball Club Championship 2014, 2015, 2016, 2017, 2019, 2025
- Gewinner in der Handball League Australia 2016
- Bronzemedaille bei den Australian University Games 2007
- Sieger der New South Wales Handball League 1998, 2001, 2002, 2003, 2008, 2009, 2012, 2014, 2015, 2016, 2017, 2018

## Spieler
Beim Verein spielten auch Bevan Calvert, Kai Dippe, Ognjen Matic, Sally Potocki, Matthias Ritschel, Renato Rui, Constantin Striebel und Markus Hansen.

## Trainer
Im Jahr 2018 betreute Michael Roth den Verein als Handballtrainer.